# مفتخره
مفتخره (به عربی: المفتخرة) روستایی فلسطینی، واقع در ۲۵،۵ کیلومتری شمال شرق صفد بود.